# KOPAC-codering
KOPAC-codering is evenals de Pap-klasse een beoordelingsmethode voor het uitstrijkje dat van de baarmoederhals gemaakt wordt om baarmoederhalskanker vroegtijdig op te sporen.
KOPAC is de afkorting van Kwaliteit (ook wel Kompositie genoemd), Ontsteking, Plaveiselcelepitheel, Andere afwijkingen en endocervicale afwijkingen van het Cilinderepitheel. In 1996 werd er voor het nieuwe bevolkingsonderzoek een B aan dit systeem toegevoegd. Dit leidde tot de afkorting KOPAC-B, waarin de B staat voor de Beoordeelbaarheid van een preparaat.
In tegenstelling tot de Pap-classificatie worden hierbij negen klassen onderscheiden. Dit maakt het tot een meer specifieke codering waarmee specifiekere informatie te krijgen is. Elke letter K, O, P, A en C krijgt een code van 1 t/m 9. Ieder cijfer correspondeert met een uitslag in de betreffende categorie.
De negen klassen voor plaveiselcelepitheel variëren van geen afwijkingen, afwijkende epitheelcellen, metaplasie, diverse graderingen van dysplasie, carcinoma in situ, micro-invasief carcinoom tot invasief carcinoom.